# Cyprinus megalophthalmus
Cyprinus megalophthalmus és una espècie de peix cipriniforme de la família dels ciprínids que es troba a Yunnan, Xina.